# Kazachs voetbalelftal in 1998
Het Kazachs voetbalelftal speelde in totaal zeven interlands in het jaar 1998, waaronder vijf tijdens de Aziatische Spelen. De ploeg stond onder leiding van bondscoach Sergey Gorohovodatskiy, de opvolger van Serik Berdalin. Op de in 1993 geïntroduceerde FIFA-wereldranglijst steeg Kazachstan in 1998 van de 108ste (februari 1998) naar de 102ste plaats (december 1998).

## Balans
| Wedstrijden | Wedstrijden | Wedstrijden | Wedstrijden | Doelpunten | Doelpunten | Doelpunten | Punten |
| Gespeeld    | Winst       | Gelijk      | Verlies     | Voor       | Tegen      | Saldo      | Punten |
| ----------- | ----------- | ----------- | ----------- | ---------- | ---------- | ---------- | ------ |
| 7           | 2           | 1           | 4           | 8          | 8          | 0          | 0.714  |

## Interlands
|                                                    |          |       |            |  |
| 22 maart Vriendschappelijk № 32 «onderlinge duels» | Thailand | 1 – 0 | Kazachstan |  |
| 22 maart Vriendschappelijk № 32 «onderlinge duels» |          |       |            |  |

|                                                    |          |       |            |  |
| 26 maart Vriendschappelijk № 33 «onderlinge duels» | Thailand | 1 – 0 | Kazachstan |  |
| 26 maart Vriendschappelijk № 33 «onderlinge duels» |          |       |            |  |

|                                                                |            |                                        |      |                                                                                           |
| 1 december Aziatische Spelen № 34 «onderlinge duels» 15:30 uur | Kazachstan | 0 – 2                                  | Iran | Sri Nakhon Lamduan Stadion, Sisaket Toeschouwers: 10.086 Scheidsrechter: Hani Bilal (QAT) |
| 1 december Aziatische Spelen № 34 «onderlinge duels» 15:30 uur |            | 1' Vahid Hashemian 50' Vahid Hashemian |      | Sri Nakhon Lamduan Stadion, Sisaket Toeschouwers: 10.086 Scheidsrechter: Hani Bilal (QAT) |

|                                                                |      | |            |                                                                       |
| 3 december Aziatische Spelen № 35 «onderlinge duels» 15:30 uur | Laos | 0 – 5                                                                                                | Kazachstan | Sri Nakhon Lamduan Stadion, Sisaket Toeschouwers: — Scheidsrechter: — |
| 3 december Aziatische Spelen № 35 «onderlinge duels» 15:30 uur |      | 14' Azamat Niyazymbetov 32' Guram Makaev 50' Viktor Zoebarev 68' Viktor Zoebarev 90' Viktor Zoebarev |            | Sri Nakhon Lamduan Stadion, Sisaket Toeschouwers: — Scheidsrechter: — |

|                                                                |                             |       |                     |                                                                     |
| 8 december Aziatische Spelen № 36 «onderlinge duels» 17:00 uur | Thailand                    | 1 – 1 | Kazachstan          | Rajamangala Stadion, Bangkok Toeschouwers: 60.000 Scheidsrechter: — |
| 8 december Aziatische Spelen № 36 «onderlinge duels» 17:00 uur | Dusit Chalermsan 50' (pen.) |       | 66' Viktor Zoebarev | Rajamangala Stadion, Bangkok Toeschouwers: 60.000 Scheidsrechter: — |

|                                                                 |                                          |       |       |                                                                     |
| 10 december Aziatische Spelen № 37 «onderlinge duels» 15:00 uur | Kazachstan                               | 2 – 0 | Qatar | Rajamangala Stadion, Bangkok Toeschouwers: 40.000 Scheidsrechter: — |
| 10 december Aziatische Spelen № 37 «onderlinge duels» 15:00 uur | Viktor Zoebarev 13' Nurmat Mirzabaev 90' |       |       | Rajamangala Stadion, Bangkok Toeschouwers: 40.000 Scheidsrechter: — |

|                                                                 |                                                       |       |            |                                                                     |
| 12 december Aziatische Spelen № 38 «onderlinge duels» 15:00 uur | Libanon                                               | 3 – 0 | Kazachstan | Rajamangala Stadion, Bangkok Toeschouwers: 60.000 Scheidsrechter: — |
| 12 december Aziatische Spelen № 38 «onderlinge duels» 15:00 uur | Zaher Andari 13' Zaher Andari 50' Nabil El Jourdi 77' |       |            | Rajamangala Stadion, Bangkok Toeschouwers: 60.000 Scheidsrechter: — |

## FIFA-wereldranglijst
| JAN | FEB | MAR | APR | MEI | JUN | JUL | AUG | SEP | OKT | NOV | DEC |
| --- | --- | --- | --- | --- | --- | --- | --- | --- | --- | --- | --- |
|     | 108 | 109 | 107 | 107 |     | 111 | 112 | 113 | 118 | 120 | 102 |

## Statistieken
- In onderstaande statistieken zijn de twee oefenduels tegen Thailand niet meegenomen.

| Oleg Voskoboinikov  | 1971-07-04 | Kaysar Kyzylorda    | 5 | 0 | 0 |
| Verdediging         |            |                     |   |   |   |
| Igor Soloshenko     | 1979-05-22 | Sjachtjor Karaganda | 4 | 1 | 0 |
| Sergey Konovalenko  | 1974-09-02 | Irtysh Pavlodar     | 4 | 0 | 0 |
| Nurmat Mirzabaev    | 1972-11-11 | Irtysh Pavlodar     | 3 | 1 | 1 |
| Oleg Lotov          | 1975-11-21 | Vostok Oskemen      | 3 | 0 | 0 |
| Sergey Kirov        | 1978-02-04 | Kairat Almaty       | 1 | 0 | 0 |
| Middenveld          |            |                     |   |   |   |
| Roeslan Baltiev     | 1978-09-16 | Kairat Almaty       | 5 | 0 | 0 |
| Pavel Evteev        | 1967-06-23 | Vostok Oskemen      | 5 | 0 | 0 |
| Evgeniy Sveshnikov  | 1973-10-06 | Vostok Oskemen      | 4 | 1 | 0 |
| Andrey Tetushkin    | 1971-08-19 | Batyr Ekibastuz     | 4 | 1 | 0 |
| Vladimir Kashtanov  | 1973-02-16 | Vostok Oskemen      | 3 | 1 | 0 |
| Rafael Khamidullov  | 1976-03-21 | Vostok Oskemen      | 2 | 1 | 0 |
| Azamat Niyazymbetov | 1974-03-25 | Kaysar Kyzylorda    | 1 | 1 | 1 |
| Askhat Kadyrkulov   | 1974-11-14 | Kairat Almaty       | 1 | 1 | 0 |
| Aanval              |            |                     |   |   |   |
| Viktor Zoebarev     | 1973-04-10 | Lokomotiv Nizhniy   | 5 | 0 | 5 |
| Vladimir Loginov    | 1974-01-05 | Kaysar Kyzylorda    | 3 | 1 | 0 |
| Guram Makaev        | 1970-02-13 | Batyr Ekibastuz     | 2 | 3 | 1 |
| Rafael Urazbakhtin  | 1978-11-20 | Kairat Almaty       | 0 | 3 | 0 |

KFF · A-internationals · Bondscoaches · Statistieken · Kazachs vrouwenelftal · Olympisch elftal · Kazachstan U21 · Kazachstan U20 · Kazachstan U19 · Kazachstan U18 · Kazachstan U17
1992 – 1999 · 2000 – 2009 · 2010 – 2019 · 2020 – 2029
1992 · 1993 · 1994 · 1995 · 1996 · 1997 · 1998 · 1999 · 2000 · 2001 · 2002 · 2003 · 2004 · 2005 · 2006 · 2007 · 2008 · 2009 · 2010 · 2011 · 2012 · 2013 · 2014 · 2015 · 2016 · 2017 · 2018 · 2019 · 2020 · 2021 · 2022 · 2023 ·
2024 · 2025
Albanië ·
Andorra ·
Armenië ·
Azerbeidzjan ·
Bahrein ·
België ·
Bosnië en Herzegovina ·
Bulgarije ·
Burkina Faso ·
China ·
Curaçao ·
Cyprus ·
Denemarken ·
Duitsland ·
Engeland ·
Estland ·
Faeröer ·
Finland ·
Frankrijk ·
Georgië ·
Griekenland ·
Hongarije · 
Ierland ·
IJsland ·
Irak ·
Iran ·
Japan ·
Jordanië ·
Kirgizië ·
Koeweit ·
Kroatië ·
Laos ·
Letland ·
Libanon ·
Libië ·
Liechtenstein ·
Litouwen ·
Litouwen ·
Luxemburg ·
Malta ·
Moldavië ·
Montenegro ·
Nederland ·
Nepal ·
Noord-Ierland ·
Noord-Korea ·
Noord-Macedonië ·
Noorwegen ·
Oekraïne ·
Oezbekistan ·
Oman ·
Oostenrijk ·
Pakistan ·
Palestina ·
Polen ·
Portugal ·
Qatar ·
Roemenië ·  
Rusland ·
San Marino ·
Saoedi-Arabië ·
Schotland ·
Servië ·
Singapore ·
Slovenië ·
Slowakije ·
Syrië ·
Tadzjikistan ·
Thailand ·
Tsjechië ·
Turkmenistan ·
Turkije ·
Verenigde Arabische Emiraten ·
Vietnam ·
Wales ·
Wit-Rusland ·
Zuid-Korea ·
Zweden